# Carl Gunnarsson
Carl Gunnarsson, född den 9 november 1986 i Örebro, är en svensk före detta professionell ishockeyspelare. Gunnarssons moderklubb är HC Örebro, vilka han lämnade för spel i Linköping HC:s juniorverksamhet 2004. Gunnarsson gjorde debut med Linköpings seniorlag i Elitserien under säsongen 2005/06. Samma säsong vann han SM-guld med klubbens J20-lag. Under sina säsonger med Linköping lånades Gunnarsson också ut till IFK Arboga och Västerås IK (båda i Hockeyallsvenskan) och tog under två säsonger i följd SM-silver (2007 och 2008).
Vid NHL-draften 2007 valdes han av Toronto Maple Leafs i den sjunde rundan som nummer 194 totalt. Inför säsongen 2009/10 lämnade Gunnarsson Linköping då han skrivit ett tvåårskontrakt med Maple Leafs i NHL. Under sin första säsong i Nordamerika kombinerade han spel med Maple Leafs i NHL och med klubbens farmarlag, Toronto Marlies i AHL, innan han tog en ordinarie plats i laget. Vid lock-outen 2012/13 återvände Gunnarsson till Sverige och spelade för moderklubben Örebro HK i Hockeyallsvenskan. Efter fem säsonger i Toronto blev han i juni 2014 bortbytt till St. Louis Blues, med vilka han vann Stanley Cup 2019 och som han spelade för fram tills han avslutade karriären 2021.
Gunnarsson har representerat det svenska landslaget under tre VM-turneringar, där han också tagit medalj i varje turnering. Han vann brons 2009 i Schweiz och 2010 i Tyskland, medan han 2011 i Slovakien tog ett silver. I ungdomssammanhang spelade han för Sverige vid U18-VM i Vitryssland 2004.

## Karriär

### Klubblagskarriär

#### 2003–2009: Juniorår och Linköping HC
Gunnarsson påbörjade sin ishockeykarriär i HC Örebro och debuterade i klubbens seniorlag i Allsvenskan som 17-åring säsongen 2003/04. Laget degraderades till Division 1 och säsongen därpå värvades Gunnarsson till Linköpings HC:s juniorlag. Under sin debutsäsong i Linköpings J20-lag var han lagets näst bästa back poängmässigt, med sju poäng på 22 matcher (två mål, fem assist). Säsongen 2005/2006 kombinerade Gunnarsson spel i Linköping J20 och med seniorlaget i Elitserien. Den 11 oktober 2005 gjorde han Elitseriedebut, i en 2–3-seger mot HV71. Senare i oktober blev Gunnarsson också under en period utlånad till IFK Arboga i Hockeyallsvenskan och spelade sin första match för klubben den 30 oktober. I sin andra match för Arboga gjorde han sitt första mål i Hockeyallsvenskan, på Timo Leinonen, då IK Oskarshamn besegrades med 5–3. På tolv matcher med Arboga noterades Gunnarsson för ett mål och fem assist. Gunnarsson återvände sedan till Linköping där han tillbringade större delen av säsongen med klubbens J20-lag. Totalt spelade han 14 Elitseriematcher, där han gick poänglös ur samtliga. Den 20 december 2005 förlängde han sitt avtal med Linköping. Med Linköping J20 vann han SM-guld sedan laget besegrat Frölunda HC i finalserien med 1–2 i matcher.
Inför säsongen 2006/07 förlängde Gunnarsson sitt avtal med Linköping med ytterligare två säsonger. Under säsongen spelade Gunnarsson både med A-laget och J20-laget och blev också under en kort period utlånad till Västerås Hockey i Hockeyallsvenskan. På 15 matcher i Västerås noterades Gunnarsson för två mål och tre assist. Han avslutade säsongen i Elitserien och var sedan med och spelade sitt första SM-slutspel. Linköping slog först ut Luleå HF (4–0) och sedan Färjestad BK (4–1) i kvarts-, respektive semifinal. Säsongen slutade med SM-silver för Gunnarsson, efter finalförlust mot Modo Hockey med 2–4 i matcher. På 15 slutspelsmatcher stod han för fyra assistpoäng.
Under sommaren 2007 valdes Gunnarsson i den sjunde rundan som nummer 194 totalt av Toronto Maple Leafs i NHL-draften. Den följande säsongen var Gunnarsson ordinarie i A-laget och spelade totalt 53 grundseriematcher, där han stod för två mål och sju assistpoäng.  I det efterföljande SM-slutspelet tog sig Linköping till final för andra säsongen i följd sedan man slagit ut Djurgårdens IF i kvartsfinal och Färjestad BK i semifinal (båda med 4–1 i matcher). Säsongen avslutades återigen med ett SM-silver, efter finalförlust mot HV71 med 2–4 i matcher. Likt föregående slutspel noterades Gunnarsson för fyra assistpoäng – denna gång på 16 spelade matcher. Säsongen 2008/09 kom att bli Gunnarssons sista säsong med Linköping och också hans poängmässigt bästa i Elitserien. I grundserien var han lagets näst främste poängplockare av backarna och stod för 16 poäng på 53 matcher (sex mål, tio assist). Linköping slutade tvåa i grundserien, men slogs i SM-slutspelet ut omgående av Skellefteå AIK i kvartsfinalserien med 4–3 i matcher. På dessa sju matcher stod Gunnarsson för en assistpoäng.

#### 2009–2014: Toronto Maple Leafs

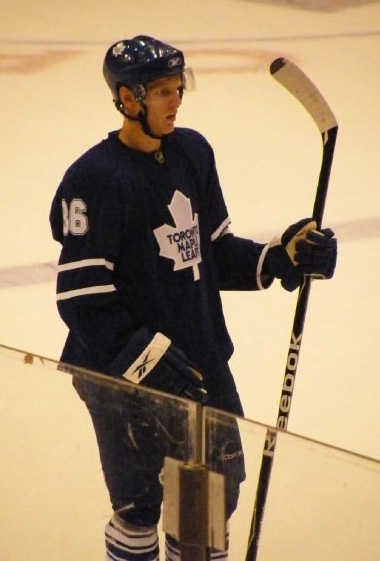
Gunnarsson under sin NHL-debut med Toronto Maple Leafs.

Den 3 juni 2009 blev det officiellt att Gunnarsson skrivit på ett tvåårskontrakt med Toronto Maple Leafs. Han inledde dock säsongen 2009/10, till en början med Maple Leafs farmarlag, Toronto Marlies i AHL. Han spelade sin första AHL-match den 4 oktober 2009 (en 2–3-seger mot Hamilton Bulldogs) och noterades för sin första poäng i AHL i sin andra match den 10 oktober samma år (en assist i en 2–3-seger mot Grand Rapids Griffins). Efter två assistpoäng på tolv matcher i AHL, kallades Gunnarsson upp till Maple Leafs i NHL månaden därpå. Den 14 november 2009 gjorde han NHL-debut i en 5–2-förlust mot Calgary Flames. Under sin åttonde NHL-match ådrog sig Gunnarsson en armbågsskada, vilken höll honom borta från spel i en och en halv månad. Han gjorde comeback i januari 2010 och senare samma månad, den 29 januari, gjorde han sitt första NHL-mål, på Martin Brodeur, då Maple Leafs förlorade med 4–5 mot New Jersey Devils. Under sin första säsong med Toronto hade han bäst plus/minus-statistik i laget (+8) och noterades för 15 poäng på 43 grundseriematcher (tre mål, tolv assist).
Säsongen därpå var han ordinarie i laget och gjorde sin poängmässigt bästa säsong i NHL då han noterades för 20 poäng (4 mål och 16 assists) på 68 matcher. Återigen misslyckades laget att ta sig till Stanley Cup-slutspelet. Under sommaren 2011 förlängde Gunnarsson sitt avtal med Maple Leafs med ytterligare två år, den 14 juni. Den efterföljande säsongen var Gunnarsson en poäng ifrån att tangera sitt poängrekord från föregående säsong – på 76 matcher stod han för 19 poäng (4 mål, 15 assist).
Under NHL-lockouten 2012/13 skrev Gunnarsson i november 2012 på ett kontrakt för Örebro HK i Hockeyallsvenskan. Han hann spela tio matcher för klubben och noterades för fyra assistpoäng, innan NHL-konflikten var löst. Han återvände sedan till Toronto och gjorde 15 poäng på 37 grundseriematcher (1 mål, 14 assist). Laget tog sig till slutspel för första gången sedan säsongen 2003/04. Den 1 maj 2013 spelade Gunnarsson sin första Stanley Cup-match. Toronto åkte ur slutspelet i åttondelsfinalen mot Boston Bruins efter att ha förlorat matchserien med 3–4. Den 22 juli 2013 skrev Gunnarsson på ett nytt treårskontrakt med klubben. Mellan november och april var Gunnarsson assisterande lagkapten i Toronto. Gunnarsson missade endast två grundseriematcher och stod för 17 poäng på 80 matcher (3 mål, 14 assist). Han hade dessutom bäst plus/minus-statistik i hela laget (+12).

#### 2014–2021: St. Louis Blues
Den 28 juni 2014 blev Gunnarsson bortbytt till St. Louis Blues i utbyte mot Roman Polák. Tidigare, i maj samma år, hade Gunnarsson genomgått en höftoperation, varför han missade inledningen av säsongen 2014/15. I en match mot New York Islanders den 6 december 2014 ådrog sig Gunnarsson en hjärnskakning sedan han tacklats av motståndaren Anders Lee. Lee undgick avstängning, men tvingades böta. Totalt spelade Gunnarsson 61 grundseriematcher och noterades för tolv poäng (två mål, tio assist). I Stanley Cup-slutspelet ställdes Blues mot Minnesota Wild i den första omgången, vilken man förlorade med 4–2 i matcher. På dessa sex matcher gick Gunnarsson poänglös. Under sin andra säsong med Blues, spelade Gunnarsson 72 grundseriematcher. I januari 2016 missade han fem matcher på grund av en skada han ådrog sig den 9 januari samma år, i en match mot Los Angeles Kings. På dessa 72 matcher noterades han för nio poäng, varav tre mål och sex assist. I Stanley Cup-slutspelet slog Blues ut både Chicago Blackhawks och Dallas Stars med 4–3 i matcher, innan man besegrades av San Jose Sharks med 4–2 i semifinalserien. Gunnarsson spelade 19 av dessa 20 matcher och noterades för två assistpoäng.
Den 11 mars 2016 skrev Gunnarsson på ett treårskontrakt med Blues, med ett värde på cirka 73 miljoner kronor. Den följande säsongen blev något av ett misslyckande för Gunnarsson som missade ett antal matcher både på grund av skador och att han ibland blev petad. Han spelade endast 56 av de 82 grundserieomgångarna och noterades för sex assistpoäng. Han sade senare att han "vill packa [säsongen] i en påse och slänga den i floden". I Stanley Cup-slutspelet slog laget ut Minnesota Wild i den första rundan, men slogs sedan ut av Nashville Predators med 4–2 i matcher i kvartsfinalserien. Gunnarsson inledde sin fjärde säsong med Blues starkt poängmässigt. På de inledande fyra matcherna noterades han för två mål och en assistpoäng. I en match mot Vancouver Canucks den 23 mars 2018, slet han av ett korsband i en knäet, vilket gjorde att han missade resten av säsongen. På 63 matcher stod han för nio poäng och noterades för sin målmässigt bästa grundserie med fem gjorda mål.
Under sommaren 2018 genomgick Gunnarsson ytterligare en höftoperation. Operationen gjorde att Gunnarsson missade inledningen av säsongen 2018/19 och på grund av detta skickades han därför ner till Blues farmarlag, San Antonio Rampage i AHL, den 25 oktober 2018. Han spelade två matcher för Rampage, utan att noteras för några poäng, innan han återvände till Blues i NHL. Under en match mot Vegas Golden Knights den 16 november 2018 ådrog Gunnarsson sig en handskada och missade därefter 20 matcher av grundserien innan han gjorde comeback den 3 januari 2019. Efter ytterligare elva matcher fick Gunnarsson åter avstå från spel sedan han ådragit sig en ny skada. Han var sedan tillbaka i spel i slutet av mars 2019 och spelade de avslutande sju matcherna av grundserien. Totalt spelade han 25 matcher och noterades för sju poäng (tre mål, fyra assist). Gunnarssons skadeproblem fortsatte sedan också under Stanley Cup-slutspelet. Laget tog sig ända till final, sedan man i tur och ordning slagit ut Winnipeg Jets (4–2), Dallas Stars (4–3) och San Jose Sharks (4–2). I finalserien ställdes man mot Boston Bruins. I finalseriens andra match avgjorde Gunnarsson matchen med sitt 3–2-mål under förlängningsspel. St. Louis bärgade till slut sin första Stanley Cup-titel då man vann serien med 4–3 i matcher. På 19 slutspelsmatcher noterades Gunnarsson för ett mål och två assistpoäng.
Den 27 juni 2019 förlängde Gunnarsson sitt avtal med Blues med ytterligare två säsonger. Den 22 februari 2021, under Gunnarssons tolfte match av säsongen 2020/21, ådrog han sig en knäskada som höll honom borta från spel resten av säsongen. Senare samma år, den 23 juni, tillkännagav Gunnarsson att han avslutat sin karriär som ishockeyspelare.

### Landslagskarriär
Gunnarsson blev uttagen till Tre Kronors trupp till U18-VM 2004 i Vitryssland. Sverige åkte ur i kvartsfinalen och slutade på femte plats. På sex matcher stod han inte för några poäng, men noterades för 24 utvisningsminuter – flest i den svenska truppen.
Den 31 mars 2009 debuterade Gunnarsson i Tre Kronor i en träningsmatch mot Schweiz. Dagen därpå gjorde han sin första poäng i landslaget när han assisterade till ett mål av Patrik Zackrisson, i en förlustmatch mot Schweiz.
När VM avgjordes i Schweiz 2009 kom Gunnarsson med i den svenska truppen. I den andra grupprundan, den 4 maj, gjorde han sitt första mål i Tre Kronor då Frankrike besegrades med 6–3. Sverige tog sig fram till semifinal, där man dock föll mot Kanada och i bronsmatchen ställdes man mot USA. Sverige vann och Gunnarsson gjorde det avgörande målet i powerplay med endast 11 minuter kvar av matchen. Han kom med i truppen även till VM i Tyskland 2009. Även denna gång förlorade laget i semifinal, men man vann bronsmatchen – denna gång mot Tyskland. På nio matcher noterades han för ett mål och en assist. 2011 var Gunnarsson med i Sveriges VM-trupp för tredje året i följd. Sverige tog sig ända till final, men väl där föll man mot Finland med 6–1 efter att ha förlorat den sista perioden med hela 5–0. På nio matcher stod Gunnarsson för två assist.

## Statistik

### Klubbkarriär
| 2003–04           | HC Örebro 90        | HA                | 43  | 0  | 4   | 4   | 16  | —  | — | — | — | —  |
| 2005–06           | Linköping HC        | Elitserien        | 14  | 0  | 0   | 0   | 0   | —  | — | — | — | —  |
| 2005–06           | IFK Arboga          | HA                | 12  | 1  | 5   | 6   | 8   | —  | — | — | — | —  |
| 2006–07           | Linköping HC        | Elitserien        | 30  | 2  | 2   | 4   | 8   | 15 | 0 | 4 | 4 | 4  |
| 2006–07           | Västerås IK         | HA                | 15  | 2  | 3   | 5   | 14  | —  | — | — | — | —  |
| 2007–08           | Linköping HC        | Elitserien        | 53  | 2  | 7   | 9   | 26  | 16 | 0 | 4 | 4 | 10 |
| 2008–09           | Linköping HC        | Elitserien        | 53  | 6  | 10  | 16  | 26  | 7  | 0 | 1 | 1 | 2  |
| 2009–10           | Toronto Marlies     | AHL               | 12  | 0  | 2   | 2   | 2   | —  | — | — | — | —  |
| 2009–10           | Toronto Maple Leafs | NHL               | 43  | 3  | 12  | 15  | 10  | —  | — | — | — | —  |
| 2010–11           | Toronto Maple Leafs | NHL               | 68  | 4  | 16  | 20  | 14  | —  | — | — | — | —  |
| 2011–12           | Toronto Maple Leafs | NHL               | 76  | 4  | 15  | 19  | 20  | —  | — | — | — | —  |
| 2012–13           | Örebro HK           | HA                | 10  | 0  | 4   | 4   | 2   | —  | — | — | — | —  |
| 2012–13           | Toronto Maple Leafs | NHL               | 37  | 1  | 14  | 15  | 14  | 7  | 0 | 1 | 1 | 0  |
| 2013–14           | Toronto Maple Leafs | NHL               | 80  | 3  | 14  | 17  | 34  | —  | — | — | — | —  |
| 2014–15           | St. Louis Blues     | NHL               | 61  | 2  | 10  | 12  | 2   | 6  | 0 | 0 | 0 | 0  |
| 2015–16           | St. Louis Blues     | NHL               | 72  | 3  | 6   | 9   | 31  | 19 | 0 | 2 | 2 | 7  |
| 2016–17           | St. Louis Blues     | NHL               | 56  | 0  | 6   | 6   | 4   | 11 | 0 | 0 | 0 | 2  |
| 2017–18           | St. Louis Blues     | NHL               | 63  | 5  | 4   | 9   | 22  | —  | — | — | — | —  |
| 2018–19           | San Antonio Rampage | AHL               | 2   | 0  | 0   | 0   | 2   | —  | — | — | — | —  |
| 2018–19           | St. Louis Blues     | NHL               | 25  | 3  | 4   | 7   | 6   | 19 | 1 | 2 | 3 | 4  |
| 2019–20           | St. Louis Blues     | NHL               | 36  | 2  | 5   | 7   | 16  | 6  | 0 | 1 | 1 | 6  |
| 2020–21           | St. Louis Blues     | NHL               | 12  | 0  | 2   | 2   | 6   | —  | — | — | — | —  |
| NHL totalt        | NHL totalt          | NHL totalt        | 629 | 30 | 108 | 138 | 179 | 68 | 1 | 6 | 7 | 19 |
| Elitserien totalt | Elitserien totalt   | Elitserien totalt | 150 | 10 | 19  | 29  | 60  | 38 | 0 | 9 | 9 | 16 |

### Internationellt
| År            | Lag           | Turnering     | Matcher | Mål | Assists | Poäng | Utv. |
| ------------- | ------------- | ------------- | ------- | --- | ------- | ----- | ---- |
| 2004          | Sverige       | U18-VM        | 6       | 0   | 0       | 0     | 24   |
| 2009          | Sverige       | VM            | 6       | 2   | 0       | 2     | 4    |
| 2010          | Sverige       | VM            | 9       | 1   | 1       | 2     | 2    |
| 2011          | Sverige       | VM            | 9       | 0   | 2       | 2     | 2    |
| Junior totalt | Junior totalt | Junior totalt | 6       | 0   | 0       | 0     | 24   |
| Senior totalt | Senior totalt | Senior totalt | 24      | 3   | 3       | 6     | 8    |